# Anatra
 (décembre 2020).
Si vous disposez d'ouvrages ou d'articles de référence ou si vous connaissez des sites web de qualité traitant du thème abordé ici, merci de compléter l'article en donnant les références utiles à sa vérifiabilité et en les liant à la section « Notes et références ».

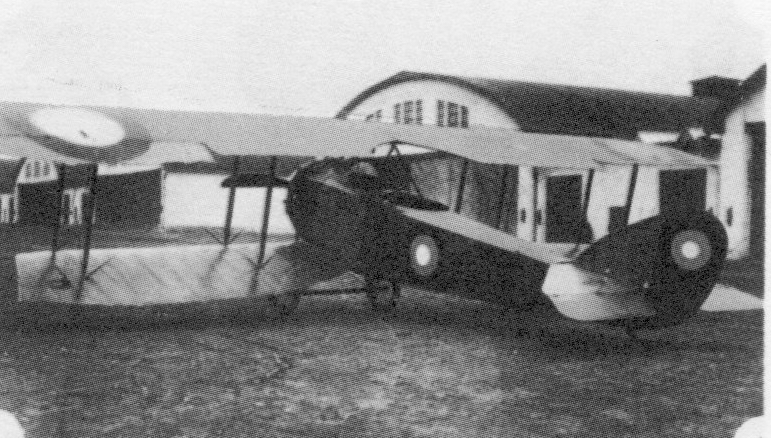
Anatra Anasal.

Artur Antonovitch Anatra, homme d’affaires et banquier d’Odessa, proposa dès le 18 octobre 1912 à l’Armée Impériale russe de créer dans l’atelier de réparations de l’Aéro-club d’Odessa une usine de construction aéronautique. Le 10 juin 1913 l’atelier Anatra se vit notifier une commande pour cinq Farman IV, qui furent achevés en novembre 1913. Entre 1913 et 1917 l’usine Anatra devait produire sous licence des avions Farman, Morane-Saulnier, Nieuport et Voisin.
En 1915 débuta également la réalisation d’appareils conçus localement sous la direction du français Élysée Alfred Descamps puis, à partir de 1916, pas les ingénieurs Dekan et V.N.Khioni. En 1917 l’essentiel de la production (2 avions par jour) était d’origine locale. Au total Anatra a produit 1056 avions à Odessa et 50 dans une seconde usine créé à Simferopol et son aéroport de Zavodske jusqu’à la révolution d’Octobre. L’entreprise ayant refusé de se soumettre au contrôle des travailleurs imposé par le Conseil des Commissaires du Peuple, elle fut nationalisée par décret le 27 décembre 1917. Le 18 juin 1918 les ouvriers ont détruit tout ce qui ne pouvait pas être évacué dans l’usine avant l’arrivée des Armées blanches.